# Chartreuse de Žiče
La chartreuse de Žiče (allemand : Kartäuserkloster Seiz, latin : Domus in Valle Sancti Johannis) est un ancien monastère chartreux dans la vallée étroite de Žičnica, connue comme le Val-Saint-Jean-Baptiste de Zicka (slovène : dolina svetega Janeza Krstnika). Le monastère dédié à saint Jean-Baptiste, est situé près de Žiče ( allemand : Seitzdorf), village de Špitalič pri Slovenskih Konjicah dans la commune de Slovenske Konjice (Gonobitz en allemand) dans le nord-est de la Slovénie.
La chartreuse de Žiče a été la première chartreuse dans la sphère d'influence allemande, et aussi la première en dehors de France ou d'Italie .

## Fondation
La chartreuse de Žiče est fondée entre 1155 et 1165 par Ottokar III de Styrie, margrave de Styrie et son fils, le duc Ottokar IV de Styrie, de la maison de Traungau (de), tous deux y ont été enterrés. L'acte de fondation de la chartreuse  remonte à 1165 et est archivé dans les archives provinciales de Styrie à Graz (Autriche). Dans la dernière ligne de l'acte est déjà écrit le nom de Beremund, le premier prieur de Žiče.
La fondation est assurée et augmentée par son beau-frère, le duc Léopold d'Autriche[Lequel ?], et le fils de ce dernier, nommé aussi Léopold, considéré comme second fondateur.

### Pseudoétymologie

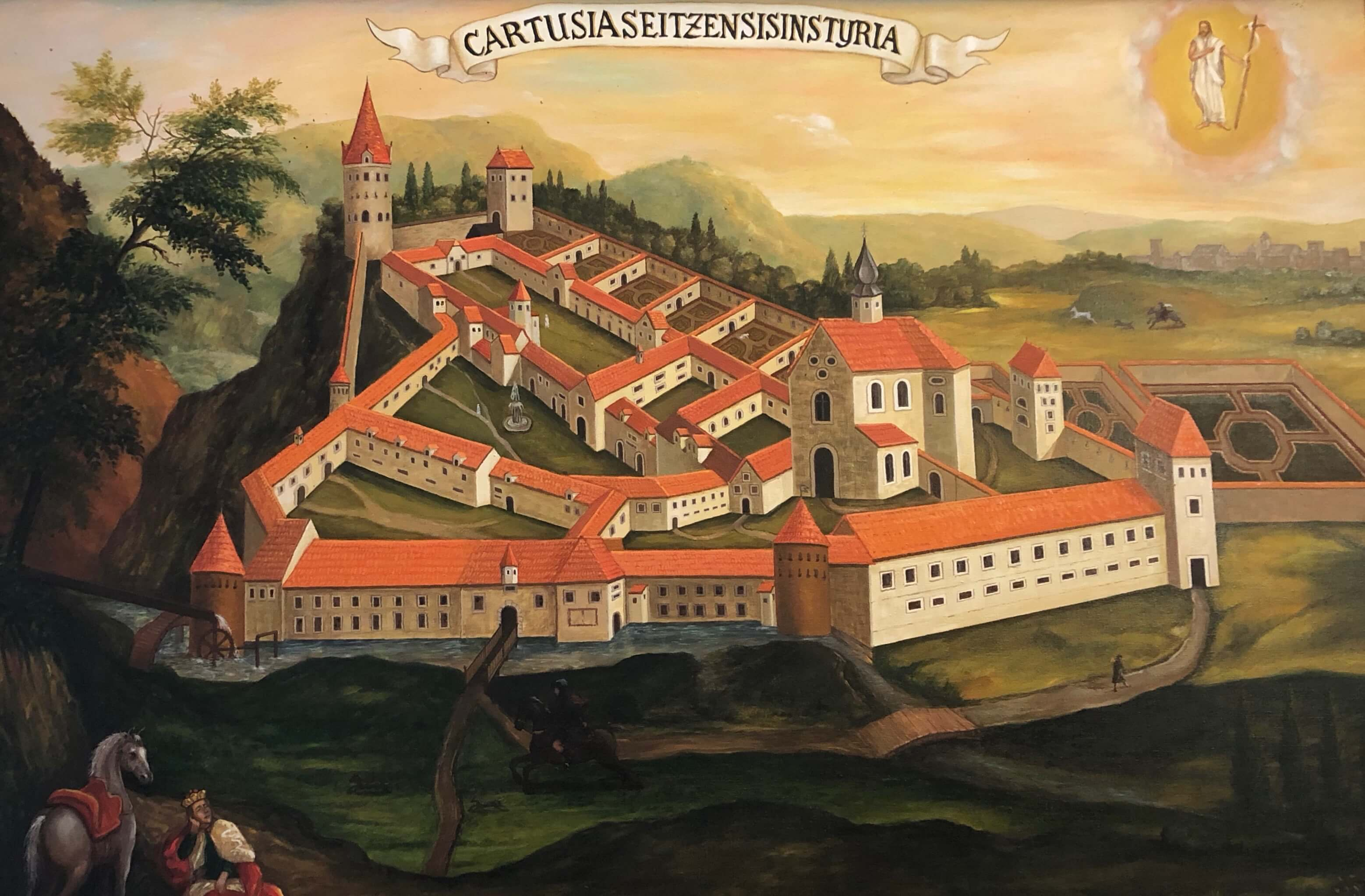
La Chartreuse de Žiče en 1730

Une légende donne une fausse étymologie du nom du monastère. Lorsque le margrave de Styrie Ottokar III revient de la deuxième croisade, il souhaite se détendre et rend visite à Léopold de Gonobitz pour aller chasser sur le mont Konjice (slovène : Konjiška gora).  Par coïncidence, il va dans un creux ombragé dans la partie sud de la montagne, où tout à coup une biche extrêmement blanche apparaît devant lui. Il la suit, sur son cheval, comme ensorcelé  mais comme il n'est pas capable de l'attraper, il s'endort à l'ombre par une chaude après-midi d'été, le jour de la Saint-Jean-Baptiste. Un homme en manteau de fourrure blanc apparaît dans son rêve et se révèle être Saint-Jean-Baptiste, lui ordonnant de construire un monastère à cet endroit. À ce moment, un lapin effrayé, par les hurlements du chasseur saute, sur les genoux d'Ottokar. L'image du saint disparaît et Ottokar crie : "Un lapin, regarde, un lapin!".  En raison de ce lapin, le monastère est appelé pendant longtemps "chartreuse de Seiz" (la prononciation slovène du lapin, zajec, est Seiz en allemand) et porte l'initial "S" dans ses armoiries .

### Nom
Au fil des siècles, le nom de chartreuse de  Žiče  apparaît dans les premiers documents écrits sous diverses formes: Seitz (1185), Sitze (1186, 1243), Seiz (1202, 1234), Sishe (1229), Seitis (1233), Sits (1235, 1257), Siz (1237), Syces (1240), Sic (1243), Syces (1245), Siths (1247), Seits (1257)

## Prieurs et moines notables
Le prieur est le supérieur d'une chartreuse, élu par ses comprofès ou désigné par les supérieurs majeurs.
Le monastère a été établi par des moines de la Grande Chartreuse, dirigés par le prieur Beremund, parent d'un comte de Cornouailles, prieur de la chartreuse de Durbon en Provence.
Godefroi, prieur de Seiz, obtient du pape Clément V la confirmation des privilèges de la maison et devient ensuite le premier prieur de Mauerbach ; son successeur Pierre, fait construire le chœur supérieur de l'église avec deux autels dont la consécration a lieu en 1321.
Le pape Urbain VI, à l'époque du Grand schisme d'Occident, déménage le siège du chapitre général de l'ordre chartreux à Žiče, qui le reste pendant près de deux décennies (1391-1410).
Trois prieurs de Žiče, Jean de Bari (1391), Christophe de Florence, prieur de Maggiano, (1391-1398) et Etienne Maconi de Sienne (1398-1410) sont devenus général de l'ordre.
En 1531, André, prieur de Seiz, est saisi par les Turcs, torturé et affreusement massacré. À la suite de cette invasion, Matthieu Burgiar, profès et prieur du monastère, pour prévenir de pareilles surprises, fait bâtir une grande tour.

### Étienne Maconi
Étienne Maconi (1346-1424), profès de la chartreuse de Pontiniano, près de Sienne, prieur en 1383, puis visiteur de la province d'Italie en 1385, prieur de la chartreuse de Milan en 1389, prieur de  Žiče puis général des chartreux « urbanistes », plus tard béatifié, est un ami de sainte Catherine de Sienne et grand partisan de sa canonisation. Il travaille également beaucoup pour réunir l'ordre des chartreux divisé, les chartreux allemands et italiens sont avec le pape de Rome, et ceux de France et d'Espagne suivent le pape d'Avignon. Il abdique en faveur de la réunification de l'ordre en 1410.

### Philippe de Seitz
Vers 1300,  Philippe de Seitz (de) a retravaillé le poème épique Vita beate virginis Marie et salvatoris rythmica, vers 1230 à la chartreuse de Žiče, créant ainsi 10 133 lignes en moyen haut allemand ; En raison de leur humilité, les chartreux ne signent pas leurs œuvres, mais le post-scriptum "in dem hûs ze Seitz" (en moyen haut allemand) montre clairement que son poème a été composé à la chartreuse de Žiče.

## Histoire
Le monastère est attaqué lors d'un raid ottoman en 1531. Cela marque le début d'un déclin de son influence et de sa fortune. En 1564, il passe aux mains de prieurs commendataires et en 1591 aux jésuites de Graz. Il est récupéré par les chartreux en 1593, après quoi il prospère de nouveau prospéré.
En 1782, l'empereur Joseph II abolit le monastère, l'un des premiers à être dissous sous les réformes Joséphine. La chartreuse tombe en ruine. Lorsque la chartreuse est dissoute, un inventaire est également fait de la pharmacie de Žiče, qui a toutes sortes de médicaments et autres matières.
Les ruines de la chartreuse de Žiče sont achetées aux enchères à la fondation religieuse en 1826 par le prince Weriand de Windisch-Graetz et restent la propriété de cette famille jusqu'à la fin de la Seconde Guerre mondiale. Le propriétaire actuel de la chartreuse de Žiče est la municipalité de Slovenske Konjice.

## Architecture

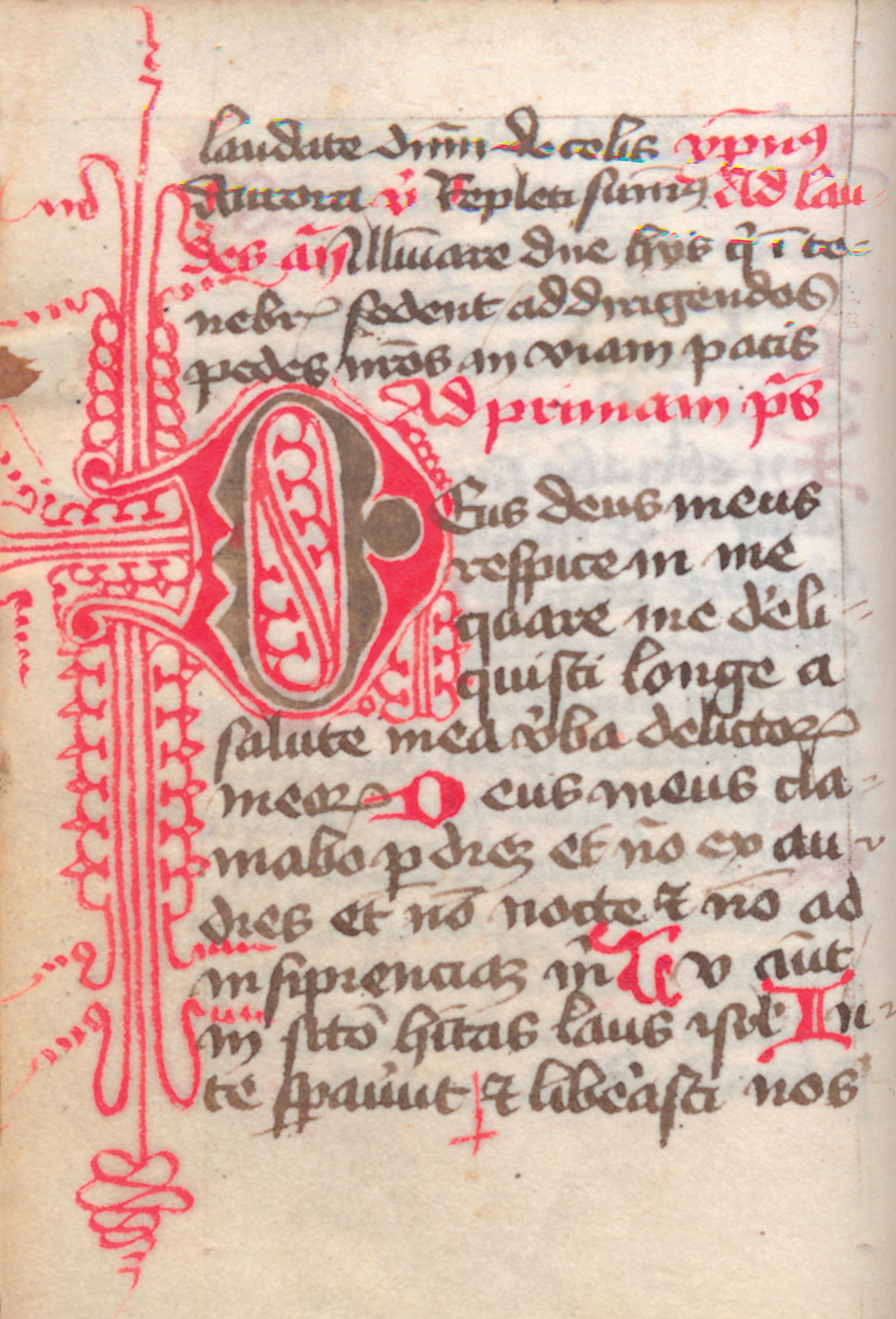
Livre de prières, Chartreuse de Žiče, 1423

Le frère lai Aynard, maître de chantier, envoyé de la Grande Chartreuse, influence beaucoup l'agencement des lieux. Les premiers bâtiments urgents de la chartreuse sont construits jusqu'en 1165 au moins. Le plan des monastères chartreux comprennent généralement trois éléments de base: l'église monastique, un petit cloître et un grand cloître. Comme pour les premières chartreuses françaises, deux monastères y sont construits.
Dans la partie supérieure, la Domus Superior, où les moines du cloître vivent selon la règle des chartreux, ils passent du temps à la prière contemplative et au travail individuel dans leurs cellules. Le Grand Cloître relie les cellules monastiques et il y a là aussi l'Acre de Dieu, où les moines sont  enterrés. À Žiče, il y  a un crucifix, placé au milieu. Au XVe siècle, le crucifix est remplacé par la chapelle du cimetière, où les prieurs sont enterrés, conservée jusqu’à aujourd’hui. Le petit cloître relie les salles communes et sert d'entrée à l'église Saint-Jean-Baptiste et à la sacristie. Des salles communes, comme la salle capitulaire, le réfectoire (salle à manger commune), une cuisine, un dortoir (une chambre pour les frères laïs qui participent à la liturgie les jours fériés et les dimanches) sont construits autour du petit cloître.
Dans la partie Inférieure, la Domus Inferior, dans le village de Špitalič pour les frères lais, qui ont moins de prière et consacrent plus de temps au travail manuel, à l'agriculture, la viticulture, la préparation d'herbes aromatiques, dans les scieries, la maçonnerie, le soutien du monastère supérieur et la contribution à sa prospérité. Ils sont pour la plupart analphabètes et écoutent la messe sous la direction et les explications d'un procureur. Malgré les strictes restrictions de l'ordre qui empêchent les chartreux de mener des activités directes entre les personnes, ils sont un bon exemple de charité. Le monastère inférieur s'occupe également de ce qu'on appelle l'hospice, où les personnes dans le besoin reçoivent la charité, comme de l'argent, des vêtements, de la nourriture et des médicaments, fabriqués également à partir de leurs propres herbes, selon les recettes de la bibliothèque des chartreux. Tous les bâtiments monastiques de Špitalič sont démolis après la dissolution et seule l'église est restée.

### Églises monastiques

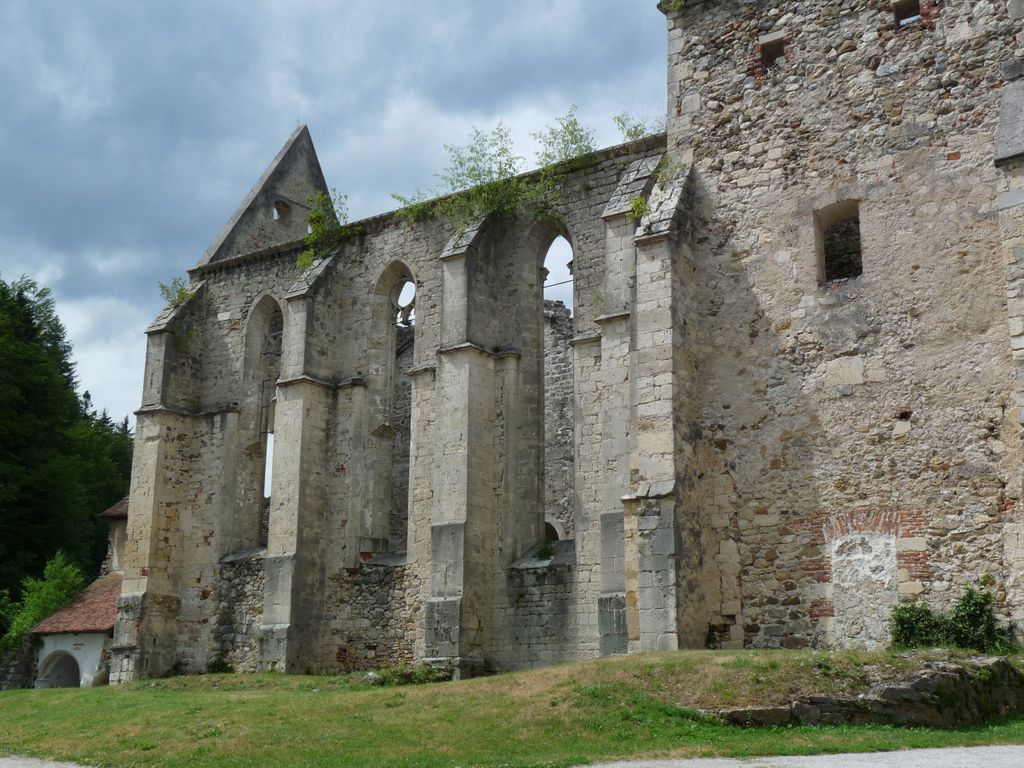
L'église monastique, dédiée à Saint Jean Baptiste

L'église monastique des chartreux est dédiée à Saint Jean-Baptiste (Ecclesia Maior). Elle est consacrée le 24 octobre 1190 par le patriarche Godfrey de Hohenstaufen . 

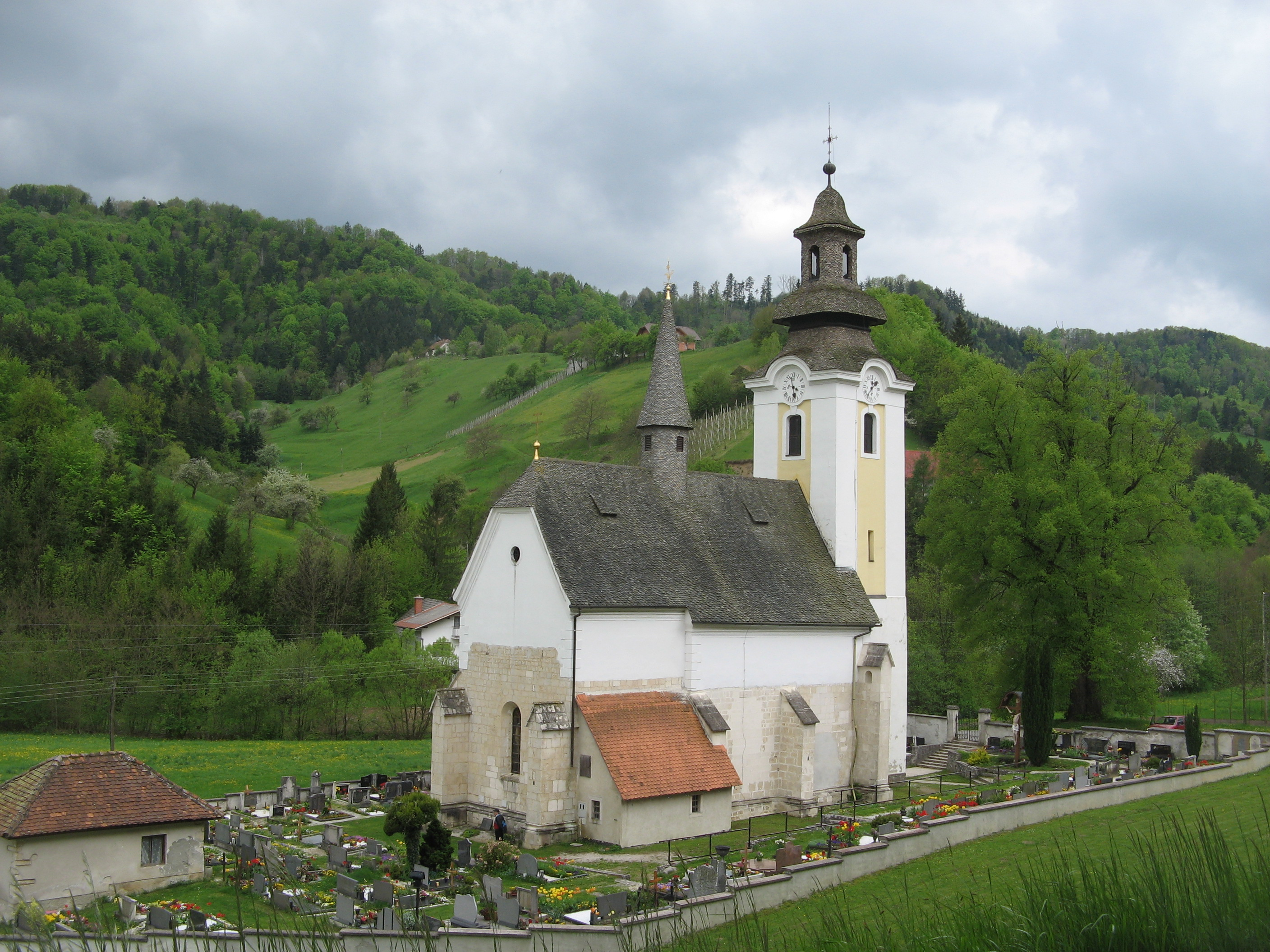
Ancienne église monastique, aujourd'hui église paroissiale de Špitalič

L'église monastique de la visitation de Marie à Špitalič (Ecclesia Minor) est consacrée en 1190. Elle est construite dans le style roman tardif français et  reste presque inchangée jusqu'à aujourd'hui. 

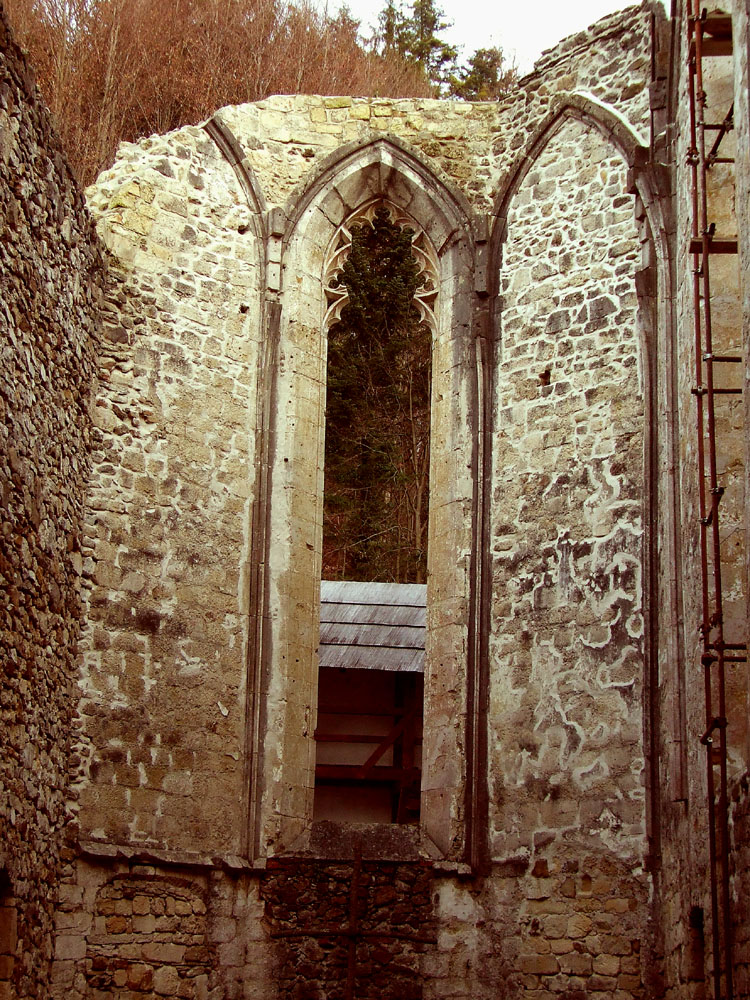
Fenêtre gothique de l'église monastique
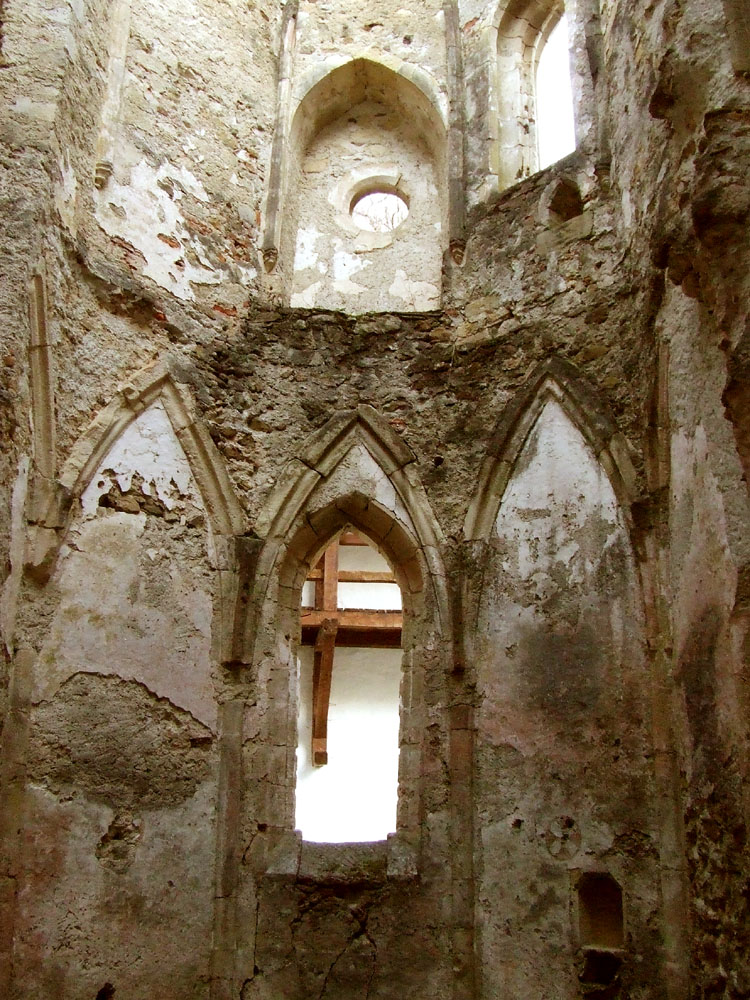
Abside de nef latérale
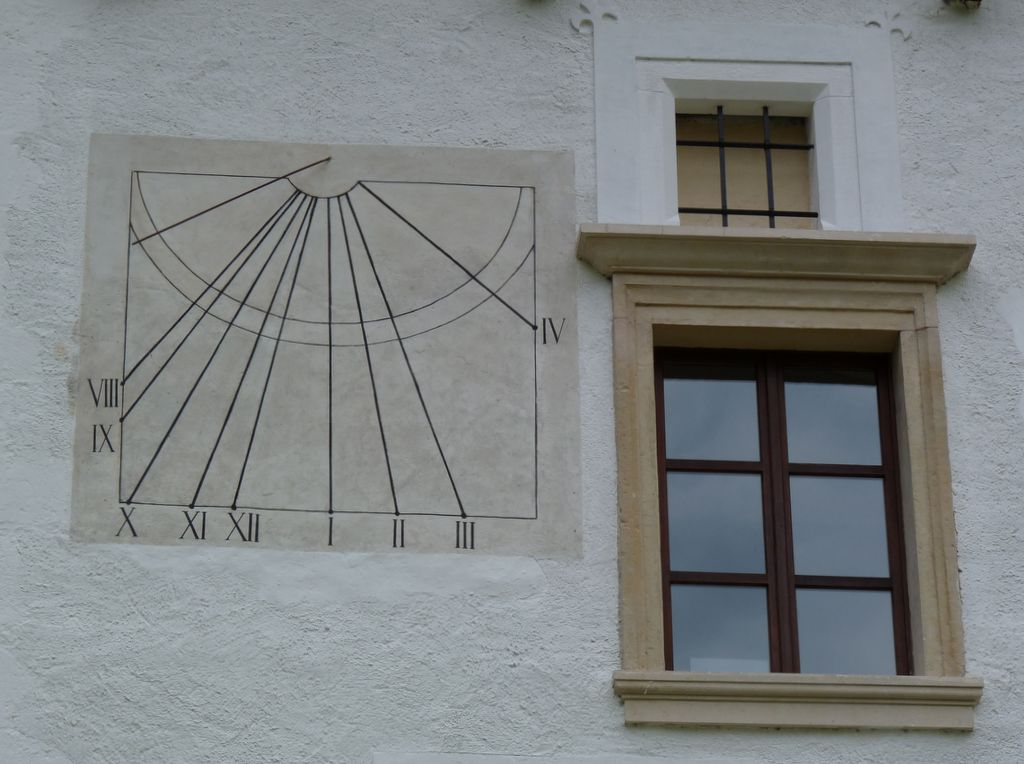
Cadran solaire
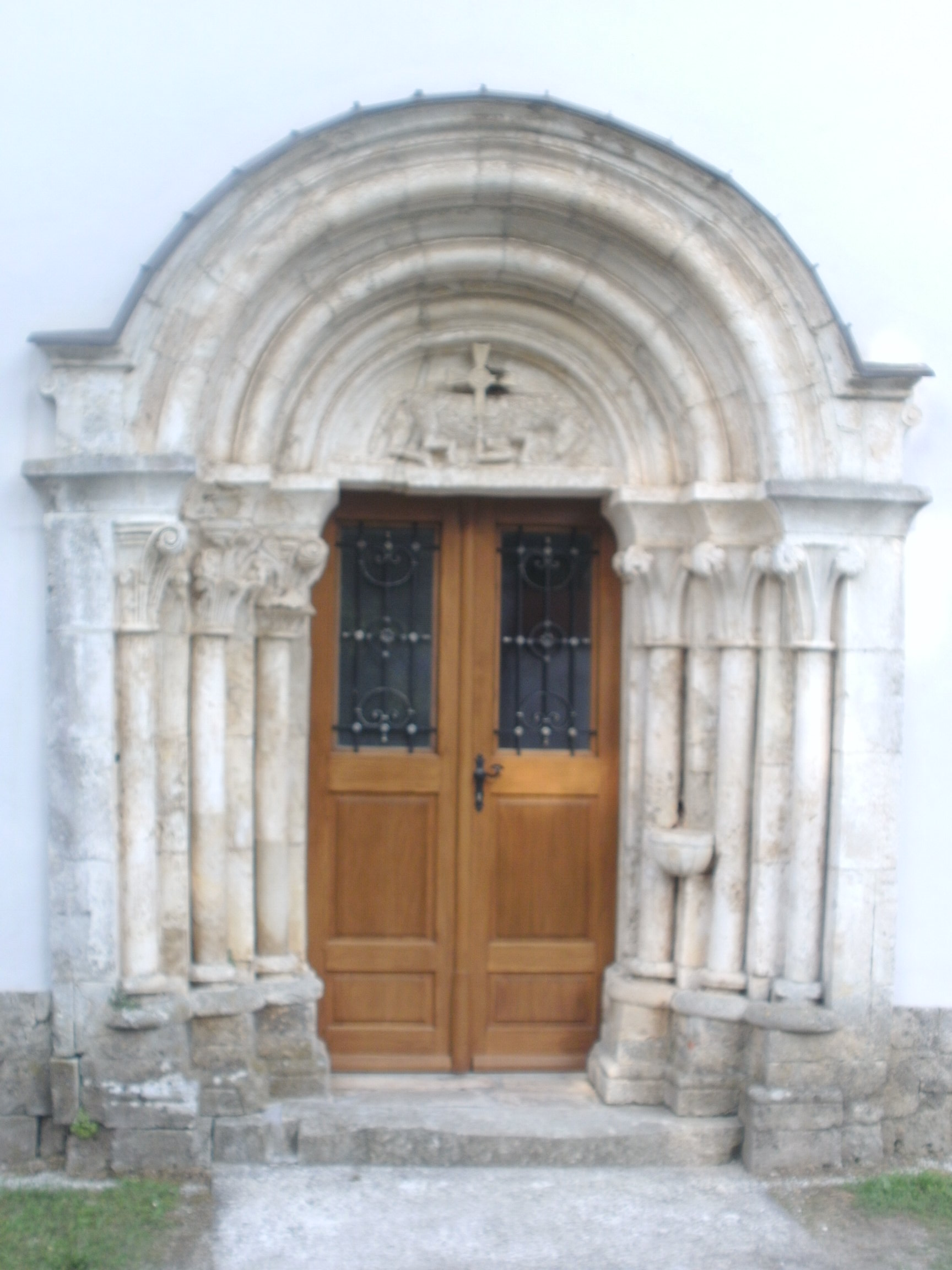
Portail en arc principal, église de la Visitation, Špitalič
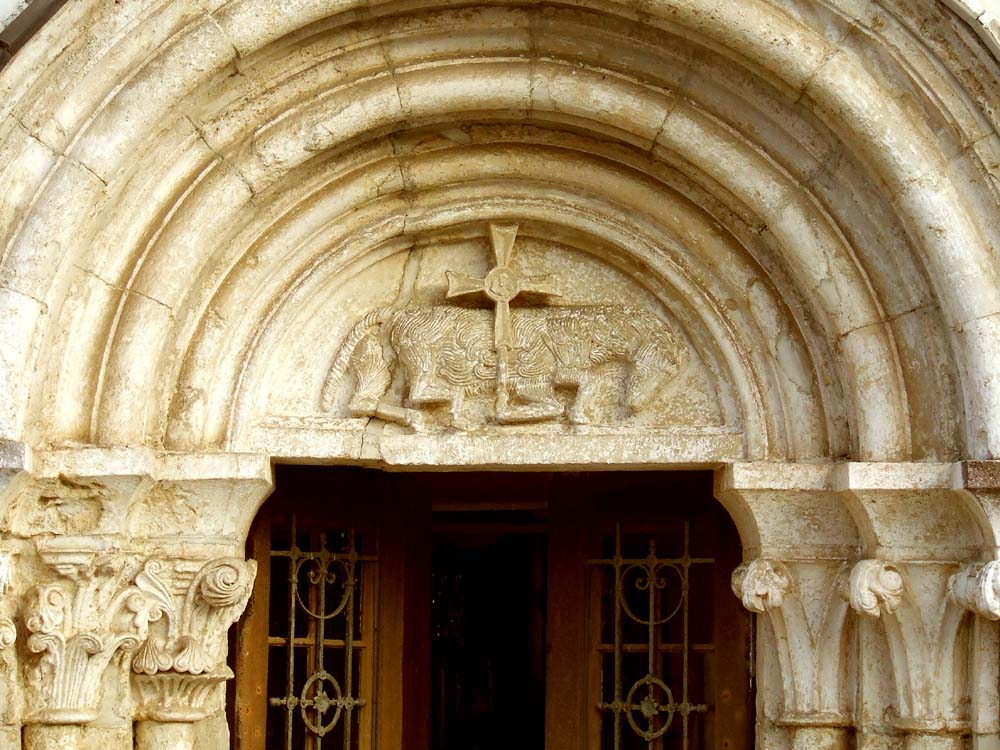
Lunette du portail en arc

## Bibliothèque
Très tôt, le monastère devient un centre culturel et politique sur son territoire et bien au-delà. Le 30 mai 1487, l'évêque de Caorle (it) en visite séjourne à la chartreuse de Žiče en tant qu'émissaire du patriarche d'Aquilée. Son secrétaire Paolo Santonino écrit dans son itinéraire que les moines ont plus de 2 000 volumes, principalement des manuscrits. C'est la plus grande de toutes les bibliothèques a part la bibliothèque du Vatican. Aujourd'hui, seuls 120 sont connus, plus des fragments d'une centaine d'autres. Au milieu du XVIe siècle, à la suite d'un certain nombre d'événements tragiques au cours du demi-siècle précédent, le monastère est presque abandonné et l'archiduc Charles II de Styrie ordonne que les livres soient transférés à la bibliothèque du Collège jésuite de Graz .

### Manuscrits de Žiče
L'Ordre des Chartreux n'a jamais prêché la religion à travers la parole, mais a pris l'habitude de la diffuser par écrit, n'acceptant dans l'ordre que des personnes ayant une bonne connaissance des langues étrangères, principalement l'allemand, le latin et le grec et des compétences en écriture exemplaires. Ils ont consacré une grande partie de leur vie à produire des copies précises de textes existants ainsi qu'à en créer de nouveaux sur un large éventail de sujets, de la théologie à l'astronomie, des sciences pratiques à celles de nature plus littéraire. Parmi les textes qui existent encore, de nombreuses œuvres notables font partie du patrimoine intellectuel de cette région et de la sphère médio-européenne plus large.
Malgré la perte de la plupart des manuscrits, les vestiges d'une bibliothèque impressionnante peuvent encore fournir un aperçu précieux de plusieurs siècles de développement continu du livre médiéval. Aujourd'hui, environ 120 manuscrits et 100 fragments sont connus. Ce n'est qu'une fraction de l'ensemble, et même cette petite partie est presque entièrement en dehors des frontières slovènes. Pourtant, il s'agit du seul groupe de manuscrits médiévaux de Slovénie, permettant de suivre près de quatre siècles de production ininterrompue de manuscrits au sein d'une communauté monastique. Les manuscrits de la chartreuse de Žiče comprennent de nombreux textes notables écrits par des auteurs vivant à Žiče ou à proximité de la chartreuse de Jurklošter . Les textes de Phillip de Žiče (Seitz), Nicolaus Kempf et Sifried de Souabe.
Plusieurs de ces manuscrits sont également signés par des moines ou des copistes extérieurs, probablement des bienfaiteurs, et leurs œuvres manuscrites constituent une riche palette de formes paléographiques. Il est également le seul groupe de manuscrits en Slovénie qui est assez complet pour suivre le développement des lettrines et par conséquent de parler de « style Žiče ». Certains manuscrits affichent également des initiales peintes colorées et d'autres éléments enluminés, créés par des professionnels et , comme c'était une pratique courante à l'époque, par des peintres itinérants.

## Héraldique
| version 1 | Les armes de la chartreuse se blasonnent ainsi : « Parti, au 1er de... au saint-Jean-Baptiste tenant une bannière, et ayant à ses pieds un agneau passant à la tête contournée de... au second de gueules à la fasce d'argent », qui est d'Autriche . ou « Parti, de gueules à la fasce d'argent et d'argent à un M majuscule de gueules » (blason de droite). | version 2 |

## Aujourd'hui
Aujourd'hui, la chartreuse de Žiče est un important monument historique et culturel avec environ 20 000 visiteurs par an. Les travaux de reconstruction sous la supervision d'experts sont toujours en cours. Conformément aux processus modernes de nos jours, la chartreuse accueille de nombreux événements culturels pendant l'été, même les mariages, essayant de revitaliser la mémoire historique des chartreux dans ce domaine.

À l'occasion du 850e anniversaire de l'acte de fondation de la chartreuse de Žiče, elle a été proclamée monument culturel d'importance nationale le 24 juin 2018 par le gouvernement de la République de Slovénie. 

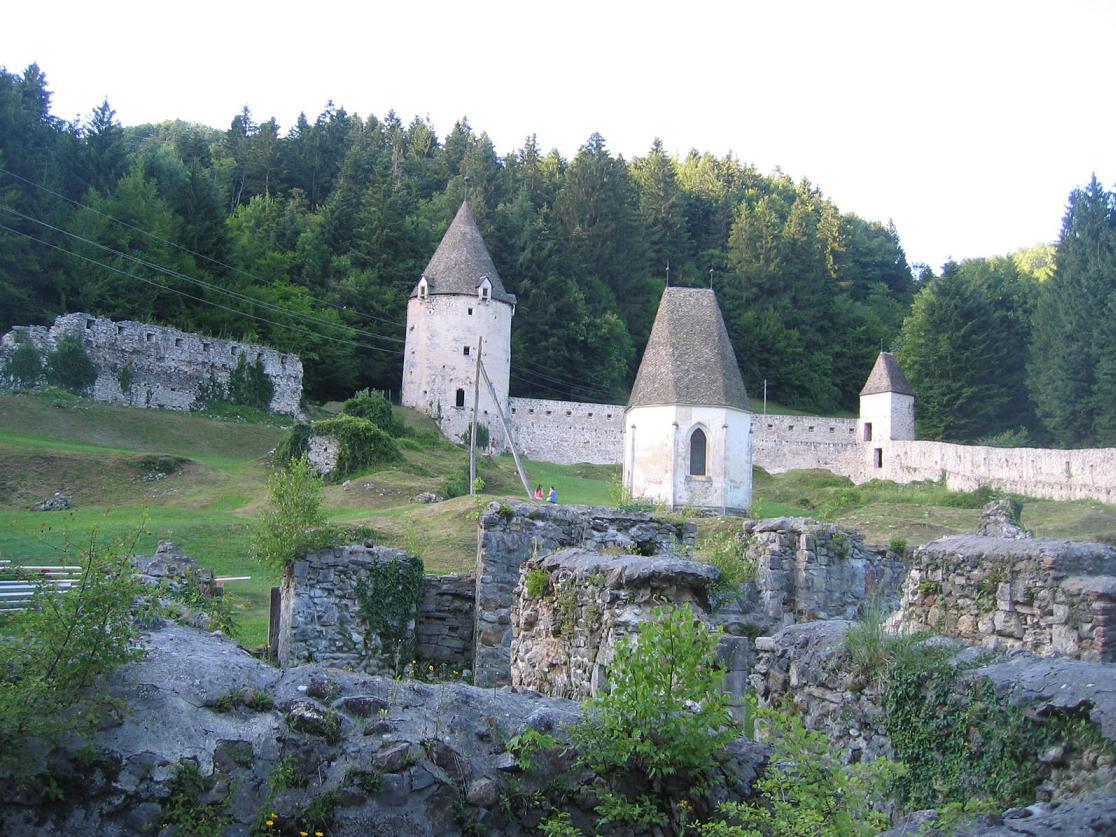
Ruines d'anciennes cellules monastiques et bâtiment commun
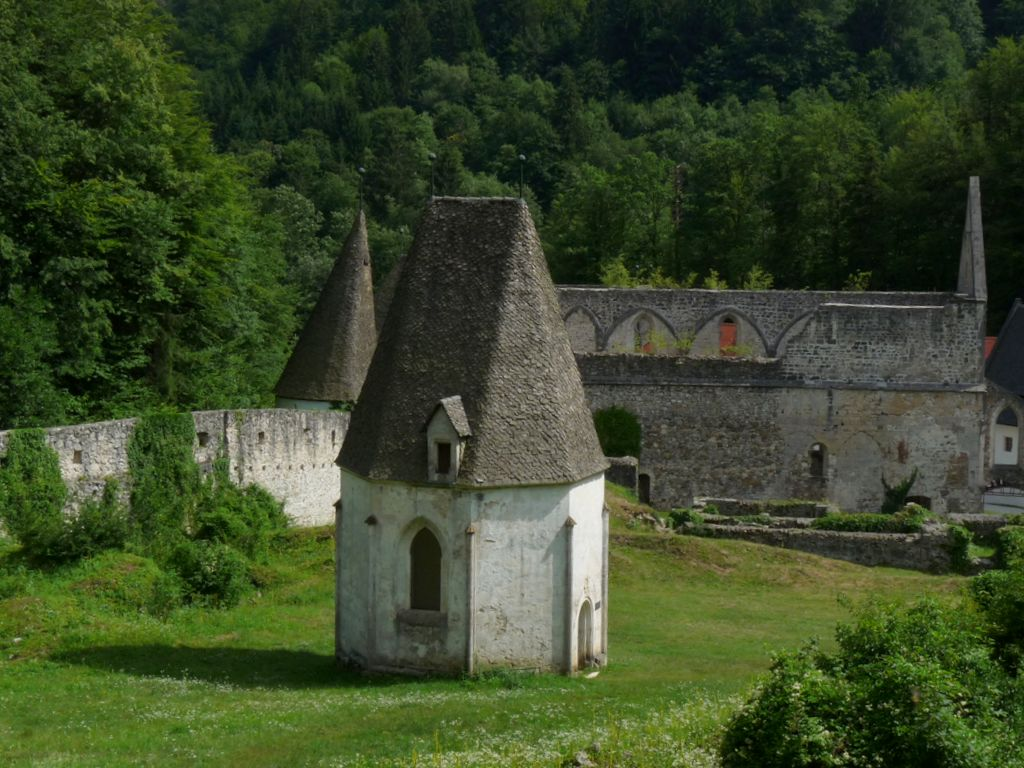
Ancien grand cloître avec chapelle du cimetière de la Toussaint
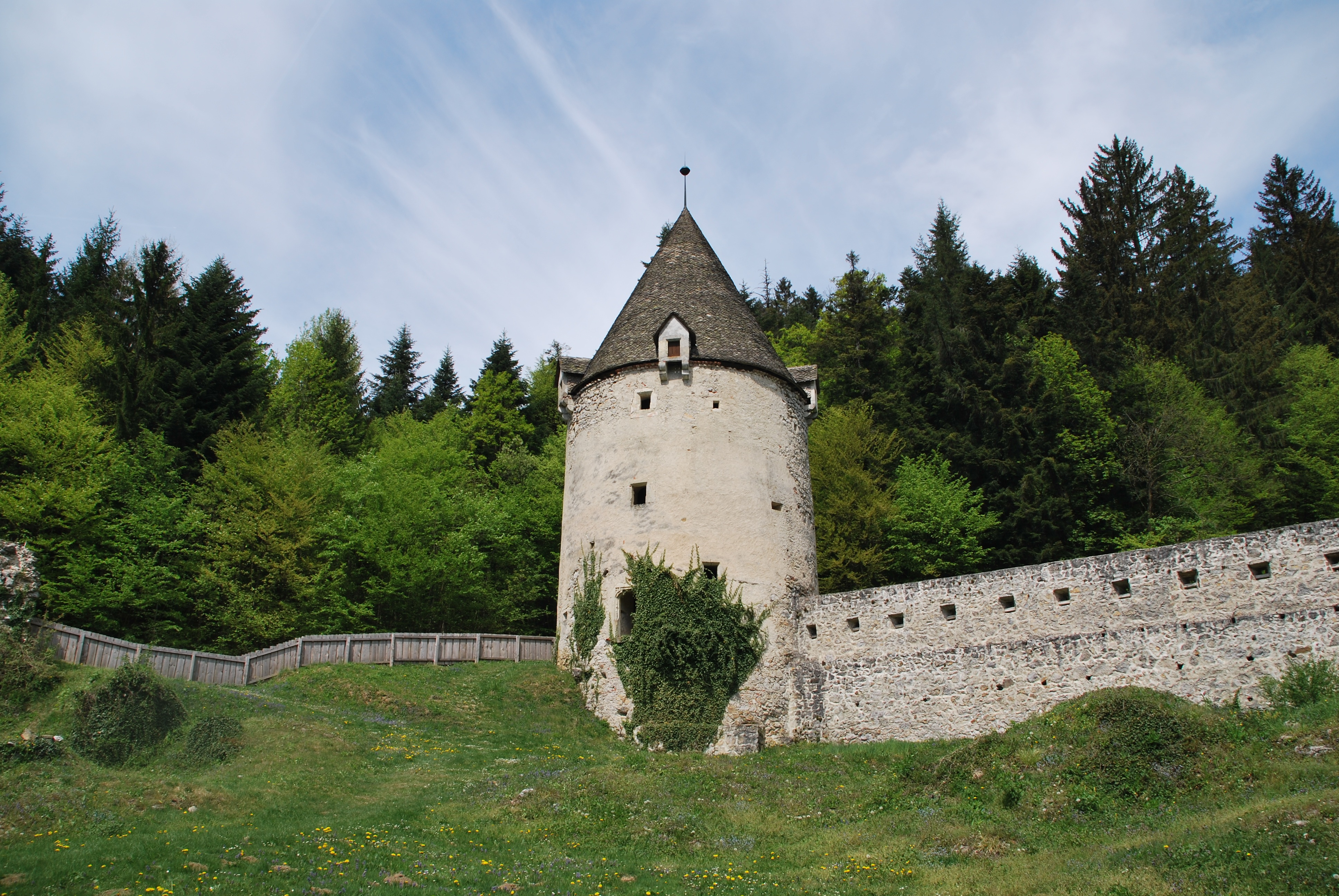
Murs de défense avec tour
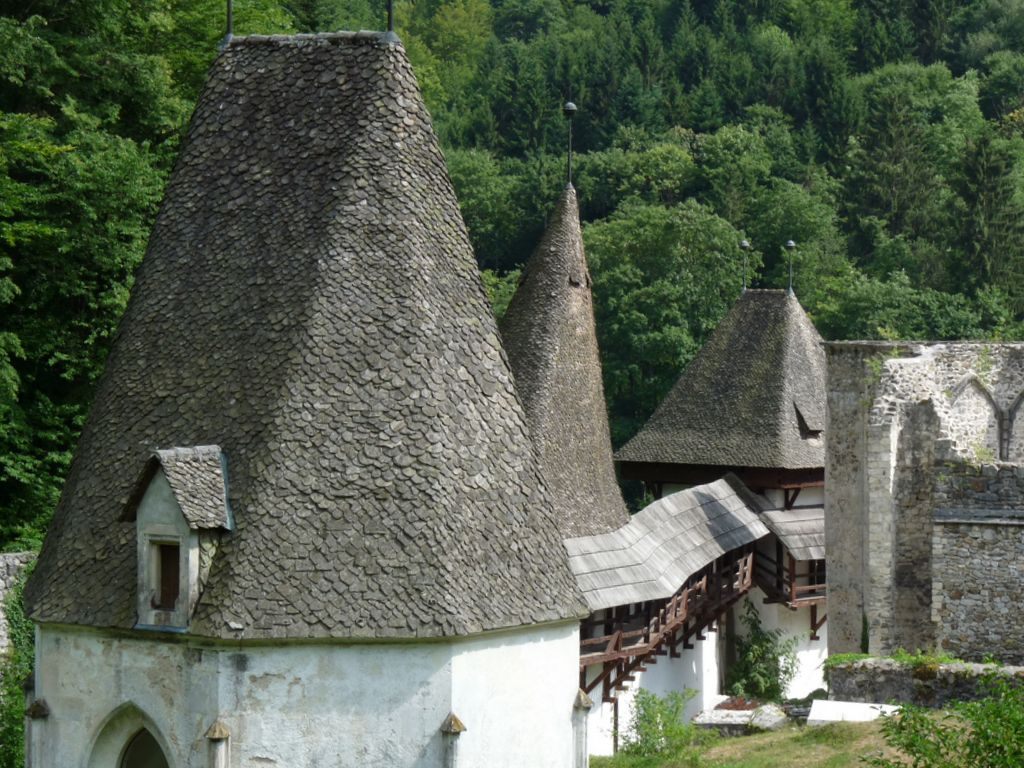
Chapelle du cimetière, détail
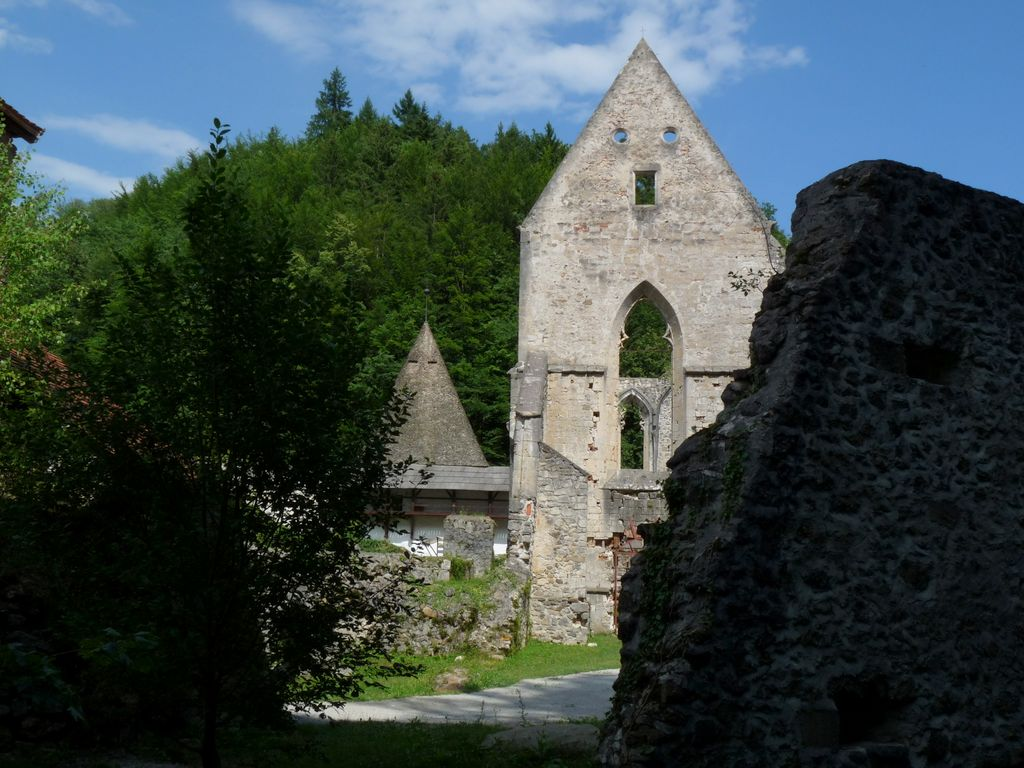
Église monastique de Saint-Jean-Baptiste
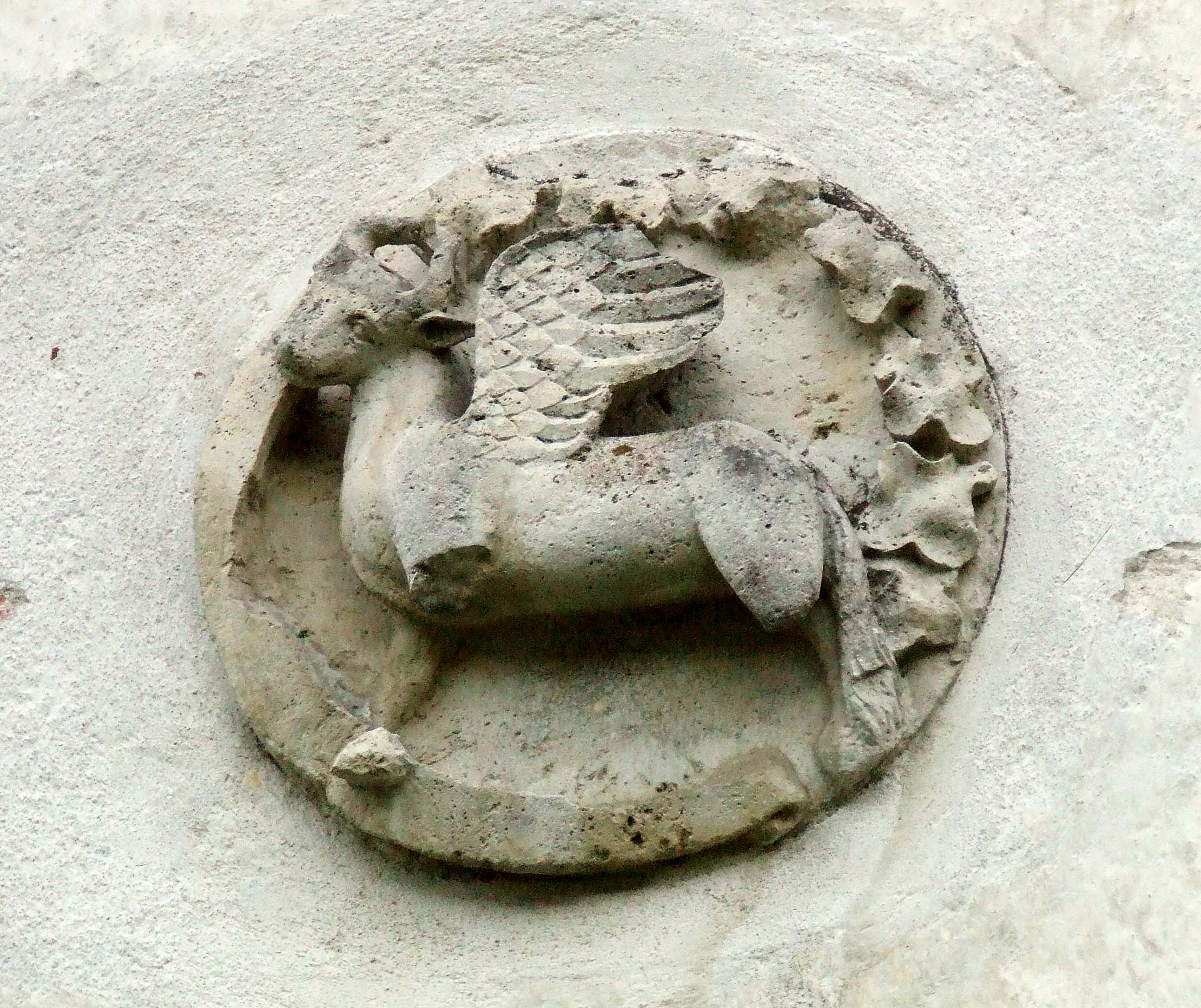
Relief de bœuf ailé
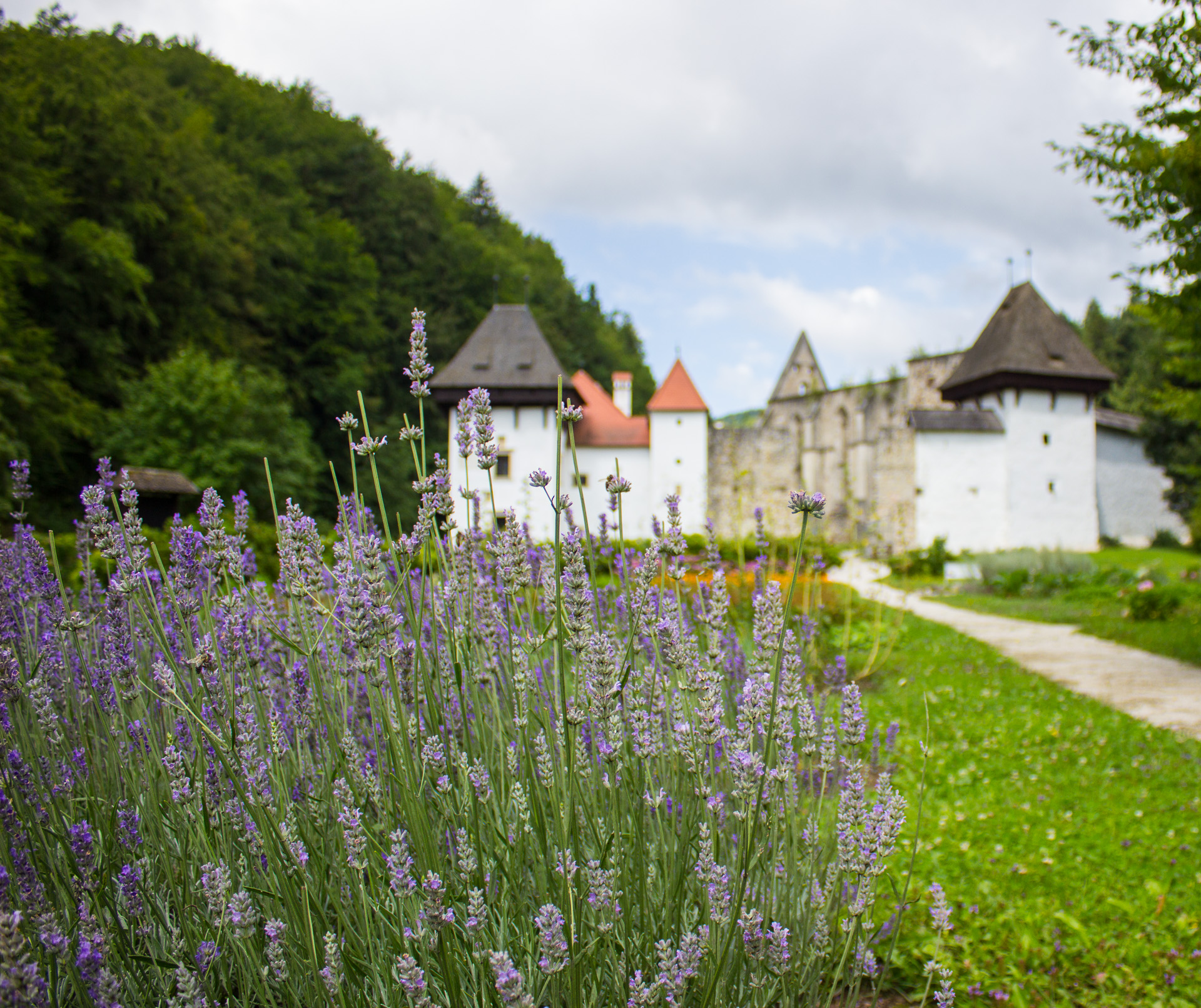
Chartreuse de Žiče du jardin d'herbes monastique
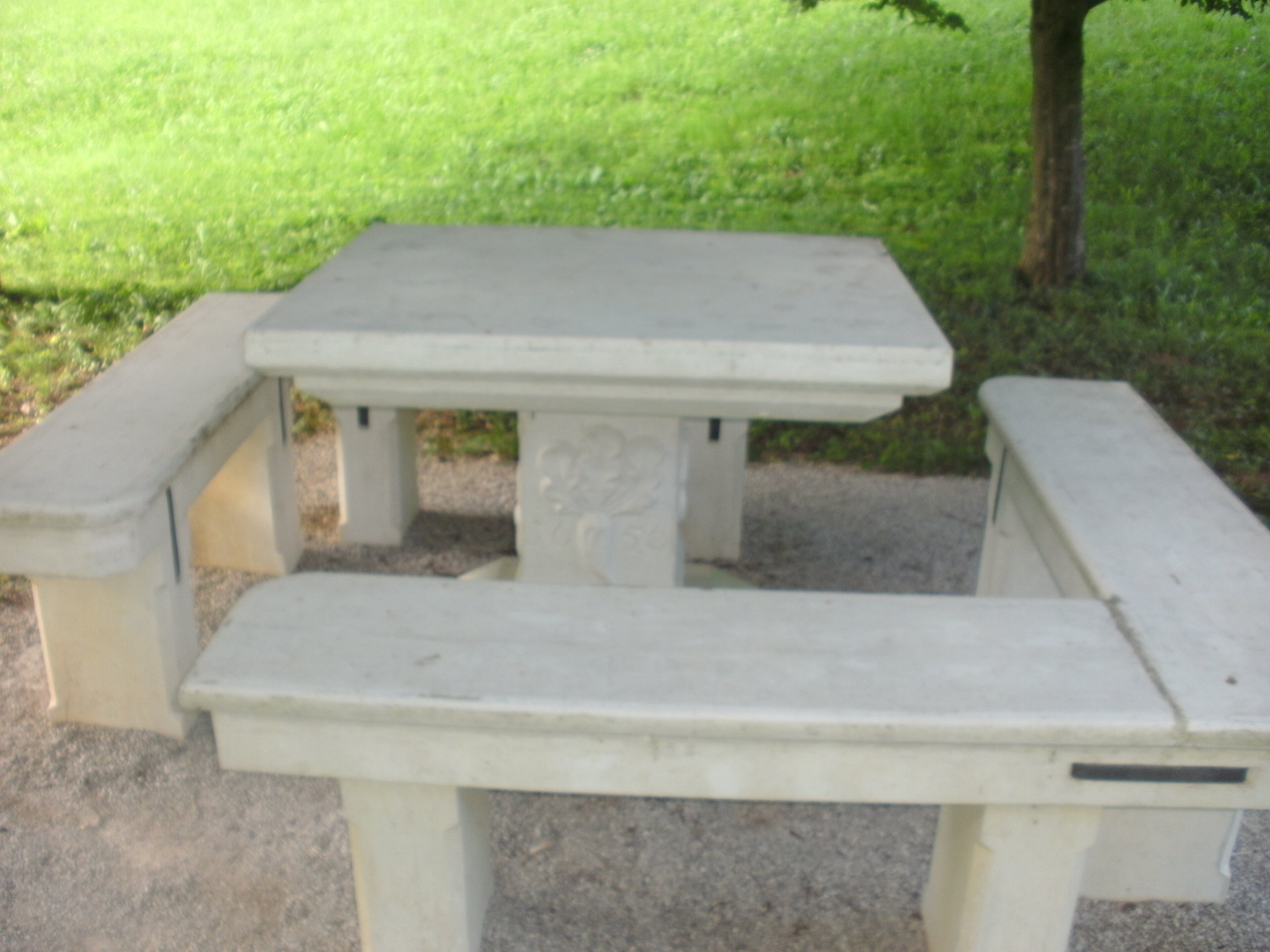
Table monastique de 1656, répliquée
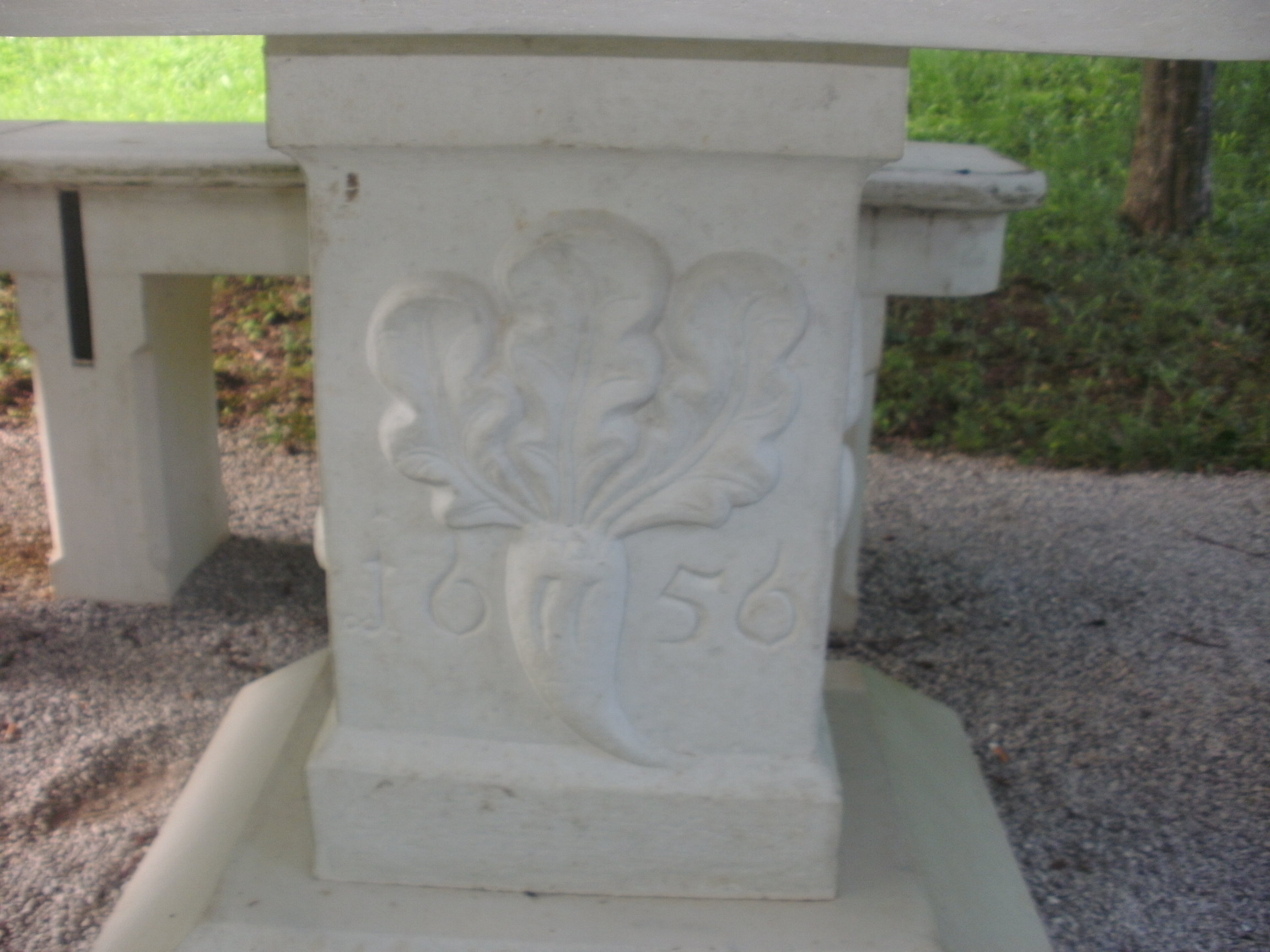
Table monastique de 1656, détail

### Gastuž Inn

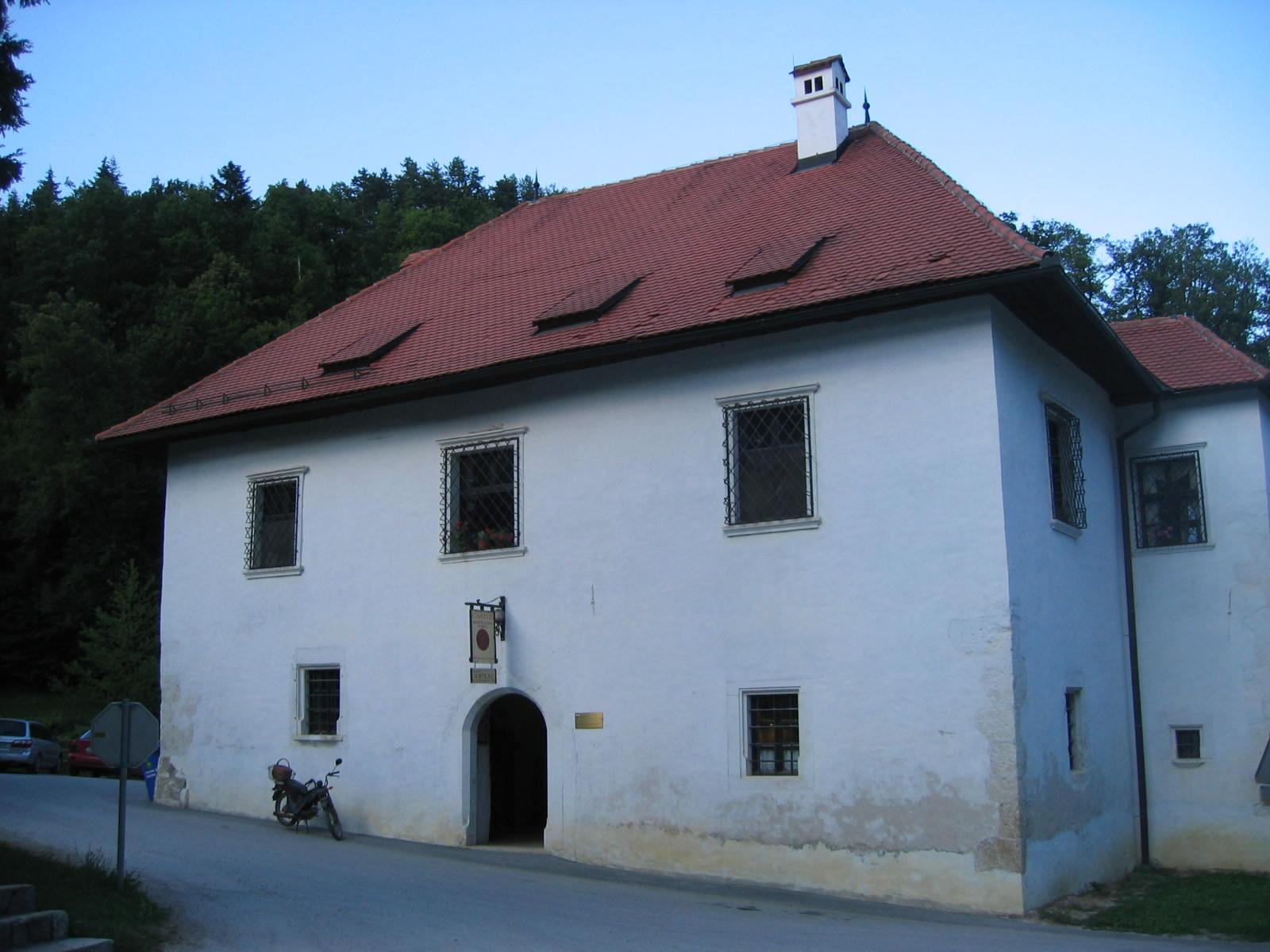
Gastuž Inn

Les invités ou les visiteurs étaient toujours emmenés hors des murs de la chartreuse. Après la dissolution du monastère de Špitalič, les invités ont été accueillis dans l'auberge Gastuž, censée être la plus ancienne auberge du territoire slovène (datant de 1467).